# Campeonato Mundial de Gimnasia Rítmica de 1967
El III Campeonato Mundial de Gimnasia Rítmica se celebró en Copenhague (Dinamarca) entre el 18 y el 19 de noviembre de 1967 bajo la organización de la Federación Internacional de Gimnasia (FIG) y la Federación Danesa de Gimnasia.

## Resultados
| Evento                   | Oro                                          | Plata                                                                      | Bronce                                                     |
| ------------------------ | -------------------------------------------- | -------------------------------------------------------------------------- | ---------------------------------------------------------- |
| Concurso completo ind.   | Elena Karpukhina Unión Soviética 37,199 pts. | Ute Lehmann República Democrática Alemana 36,965 pts.                      | Liubov Sereda Unión Soviética 36,933 pts.                  |
| Cuerda                   | Hana Sitnianska Checoslovaquia 18,399        | Elena Karpukhina Unión Soviética 18,366                                    | Ute Lehmann República Democrática Alemana 18,333           |
| Aro                      | Maria Gigova Bulgaria 9,466                  | Elena Karpukhina Unión Soviética Natalia Ovchinikova Unión Soviética 9,400 |                                                            |
| Libre                    | Liubov Sereda Unión Soviética 9,533          | Natalia Ovchinikova Unión Soviética 9,500                                  | Krasimira Filipova Bulgaria / Nechka Robeva Bulgaria 9,466 |
| Grupos concurso completo | Unión Soviética 18,575                       | Checoslovaquia 18,375                                                      | Bulgaria 18,200                                            |

## Medallero
| Núm. | País                          | Oro | Plata | Bronce | Total |
| ---- | ----------------------------- | --- | ----- | ------ | ----- |
| 1    | Unión Soviética               | 3   | 4     | 1      | 8     |
| 2    | Checoslovaquia                | 1   | 1     | 0      | 2     |
| 3    | Bulgaria                      | 1   | 0     | 3      | 4     |
| 4    | República Democrática Alemana | 0   | 1     | 1      | 2     |

- Datos: Q649042